# 李兴旺 (1952年)
李兴旺（1952年10月—），男，彝族，云南建水人，中共党员，中华人民共和国政治人物。

## 人物经历
李兴旺早年在中国人民解放军服役，曾任班长；1975年8月从部队复员，步入政坛，仕途未曾离开云南省；1989年4月，出任中共红河州石屏县委常委、副书记，1993年3月，升任中共石屏县委书记；期间，因表现优异，李兴旺于1995年获得中共中央组织部表彰为“全国优秀县委书记”。
1995年5月，李兴旺转任中共个旧市委书记，并于2000年相继出任楚雄彝族自治州人民政府副州长、中共楚雄州委副书记、云南省人力资源和社会保障厅副厅长等职务。
2011年，退居二线，不再担任云南省人力资源和社会保障厅副厅长，转任省人力资源和社会保障厅巡视员。